# Benson Taylor
Benson Taylor (né Mark Davison, le 10 septembre 1983, Bradford) est un compositeur et producteur anglais.